# Simon Birch
Simon Birch – amerykański komediodramat w reżyserii Marka Stevena Johnsona, luźno oparty na powieści Modlitwa za Owena (A Prayer for Owen) autorstwa Johna Irvinga

## Pełna obsada
- Ian Michael Smith – Simon Birch
- Joseph Mazzello – Joseph "Joe" Wenteworth
- Ashley Judd – Rebecca Wenteworth
- Oliver Platt – Ben Goodrich
- David Strathairn – wielebny Russell
- Dana Ivey – babcia Wenteworth
- Beatrice Winde – Hilde Grove
- Jan Hooks – panna Leavey
- Cecilley Carroll – Marjorie
- Sumela Kay – Ann
- Sam Morton – Stuart
- Jim Carrey – dorosły Joe Wenteworth
- John Mazzello – Simon Wenteworth
- Holly Dennison – pani Birch
- Peter MacNeill – pan Birch

## Opis fabuły
12-letni Simon Birch w wyniku przebytych w dzieciństwie chorób jest jak na swój wiek niezwykle mały. Wierzy jednak głęboko, że ta ułomność ma swój cel, że Bóg zesłał mu ją, aby mógł w przyszłości zostać bohaterem. Jego najlepszym przyjacielem jest Joe, nieślubny syn Rebekki Wenteworth. Traktuje ona Simona jak własne dziecko, dzięki czemu chłopiec, mimo braku zainteresowania ze strony prawdziwych rodziców, może zaznać macierzyńskiej miłości. Przyjaźń chłopców zostaje wystawiona na próbę, gdy podczas meczu baseballowego Simonowi po raz pierwszy w życiu udaje się trafić piłkę. Piłka wybita poza boisko trafia Rebeccę w skroń, w następstwie czego umiera, zabierając do grobu tajemnicę tożsamości ojca Joe. Chłopcy postanawiają go jednak odnaleźć. Koniec jest niezwykle urzekający, Simon wypełnia powierzone mu przez Boga zadanie, stając się bohaterem miasteczka.